# Фернанду Дініс
Фернандо Дініз (порт. Fernando Diniz, нар. 27 березня 1974, Патус-ді-Мінас) — бразильський футболіст, що грав на позиції . По завершенні ігрової кар'єри — тренер. 
Виступав зокрема за «Палмейрас», «Корінтіанс», «Флуміненсе», «Фламенго», «Крузейру» та «Сантус». Як тренер найбільших результатів здобув із «Флуміненсе», вигравши Кубок Лібертадорес. Також з 2023 року був тимчасовим головним тренером збірної Бразилії.

## Ігрова кар'єра
Свою кар'єру розпочав у 1993 році в клубі «Жувентус Сан-Паулу», де грав до початку 1996 року, коли перейшов у «Гуарані» (Кампінас). Влітку того ж року Дініз перейшов у «Палмейрас», де дограв рік.
У період з 1997 по 1998 роки гравець виступав за «Корінтіанс», з яким виграв чемпіонат штату Сан-Паулу 1997 року та допоміг клубу уникнути вильоту з Серії А. Не маючи стабільного основного місця в «Корінтіансі», Дініз перебрався в «Парану» в 1998 році. Його хороші виступи за «триколірних» привернули увагу «Флуміненсе», який підписав гравця в 2000 році. Там він був частиною команди, яка виграла чемпіонат штату Ріо-де-Жанейро 2002 року. Півзахисник пробув у клубі до середини 2003 року.
У квітні 2003 року Дініз перейшов у «Фламенго». Однак тут гравець страждав від травм і зіграв лише 12 ігор, забивши один гол.
Протягом 2004 року грав за «Жувентуде» та «Крузейру», а у січні 2005 року приєднався до «Сантуса», де провів увесь рік.
У 2006 році Дініз підписав контракт з «Паулістою», а пізніше грав за «Санту-Андре» та «Жувентус Сан-Паулу», а завершив ігрову кар'єру у віці 34 років у команді «Гама», за яку виступав протягом 2008 року.

## Кар'єра тренера

### Ранні роки
Розпочав тренерську кар'єру невдовзі по завершенні кар'єри гравця, 2009 року, очоливши тренерський штаб клубу «Вотораті», де пропрацював з 2009 по 2010 рік. Він привів команду до перемоги третьому дивізіоні чемпіонату штату Сан-Паулу, а також виграв Кубок Паулісти. Цей результат дозволив команді зіграти у Кубку Бразилії, де вивів клуб до другого етапу, програвши там «Греміо». Це була остання гра тренера у клубі, оскільки після цього власники вирішили розпустити команду.
У 2010 році він перейшов до «Паулісти», клубу, за який він уже виступав як гравець. Дінізу на посаді тренера вдалося виграти із командою ще один Кубок Паулісти, другий поспіль для себе. В результаті тренер продовжив свій контракт з «Паулістою» в 2011 році, але залишив команду лише після п'яти турів, оскільки був звільнений після невдалого початку турніру.
5 лютого 2011 року Дініза було призначено головним тренером «Ботафогу Сан-Паулу», але його було звільнено лише після чотирьох матчів на посаді.
Наприкінці 2011 року Фернандо очолив «Атлетіку Сорокаба», з яким посів третє місце в другому дивізіоні штату Сан-Паулу 2012 року, отримавши путівку до вищого дивізіону штату. Однак тренер був звільнений у другій половині 2012 року, після вибуття з кубка Паулісти.
У 2013 році Дініз приєднався до «Греміо Аудакс», де з перервами на нетривалу роботу у клубах «Гуаратінгета», «Парана» та «Оесте» працював до літа 2017 року. Найкращим результатом з «Аудаксом» для Дініза став вихід у фінал чемпіонату штату Сан-Паулу у 2016 році, де його підопічні програли програти «Сантосу».
У січні 2018 року Дініз підписав контракт з «Атлетіку Паранаенсе», але вже у червні його було звільнено з команди з Куритиби через незадовільні результати.

### «Флуміненсе», «Сан-Паулу» та «Сантус»
19 грудня 2018 року Дініса призначили головним тренером іншого клубу, який він представляв як гравець, — «Флуміненсе». Не відмовляючись від свого характерного стилю, тренер швидко змінив стандарт гри «триколірних», які здивували значним покращенням своїх виступів, почавши цінувати володіння м'ячем і красивий футбол. За це він отримав нагороду «найкращому тренеру» за підсумками сезону чемпіонату штату Ріо-де-Жанейро, хоча його команда і вилетіла у півфіналі. Втім у чемпіонаті Бразилії ситуація була значно гіршою і 19 серпня 2019 року він був звільнений після того, як команда опинилась на 18-му місці в Серії А, маючи у своєму активі три перемоги, три нічиї та дев'ять поразок.
27 вересня 2019 року Дініз очолив «Сан-Паулу». У Серії А 2020 року він привів клуб до серії з 17 матчів без поразок з вересня по грудень. Команда тривалий час йшла в лідерах чемпіонату, однак рівень гри впав після вибуття в півфіналі Кубка Бразилії від «Греміо». У січні 2021 року, під час поразки від «Ред Булл Брагантіно» (2:4) Дініз посварився з Че Че, що призвело до сильної критики ЗМІ через його спосіб спілкування з гравцем. В результаті 1 лютого тренера було звільнено після семи матчів без перемог ще до закінчення чемпіонату Бразилії сезону 2020 року, який було затягнуто через пандемію COVID-19. Загалом Дініз очолював команду в 74 матчах, здобувши 34 перемоги, 20 нічиїх і 20 поразок.
7 травня 2021 року Дініз став новим тренером «Сантуса», підписавши контракт на один рік із можливістю продовження ще на один. Дебютував у новому клубі 11 травня перемогою над «Бока Хуніорс» (1:0) у Кубку Лібертадорес, однак у чемпіонаті ситуація була значно гіршою і 5 вересня, після шести матчів без перемог, він був звільнений.

### «Васко да Гама» і повернення у «Флуміненсе»
Через чотири дні після звільнення з «Сантоса» Дініз очолив «Васко да Гаму» із завданням вивести команду до Серії А. Втім новому тренеру не вдалось виправити ситуацію і Дініза було звільнено 11 листопада 2021 року після того, як йому не вдалося вийти до еліти.
30 квітня 2022 року Дініз знову очолив «Флуміненсе», після того, як Абель Брага подав у відставку. У Серії А команда провела хорошу кампанію, фінішувавши на третьому місці та гарантувавши собі місце в груповому етапі Копа Лібертадорес, а в розіграші Південноамериканського кубка 2022 «Флу» під його керівництвом обіграв болівійське «Орієнте Петролеро» з рахунком 10:1, встановивши історичний рекорд турніру. Тим не менш цього результату не вистачило для того аби вийти з групи. Наступного року Дініз став з командою переможцем чемпіонату штату Ріо-де-Жанейро, здобувши свій перший трофей у статусі головного тренера. Він також привів клуб до успіху в Кубку Лібертадорес 2023 року, вигравши у фіналі з рахунком 2:1 у «Бока Хуніорс». Фернандо Дініза високо оцінили за його мотиваційну фразу під час виходу нападника Джона Кеннеді на заміну наприкінці другого тайму. Тоді тренер йому тричі вигукнув «Ти заб'єш чемпіонський гол!» і 21-річний форвард забив у додатковий час переможний гол, завдяки чому «Флу» вперше в історії виграв континентальну першість.

### Збірна Бразилії
4 липня 2023 року Бразильська конфедерація футболу погодила контракт із Фернандо Дінізом, який буде тимчасовим тренером національної збірної Бразилії до можливого прибуття Карло Анчелотті. Контракт буде розрахований на шість місяців або один рік, в залежності від того, коли італієць зможе покинути «Реал Мадрид». Дініз, який прибув на зміну також тимчасовому тренеру Рамону Менезесу, погодився під час переговорів поєднати роботу з «Флуміненсе». 8 вересня, у своєму дебютному матчі на посаді тренера національної збірної, Бразилія перемогла Болівію з рахунком 5:1 в рамках відбіркового турніру до чемпіонату світу з футболу 2026 року. А за кілька днів він переміг Перу на виїзді з рахунком 1:0. 12 жовтня вони зустрілися з Венесуелою, зігравши внічию 1:1, а потім зазнали поразки від Уругваю 0:2 на виїзді. 16 листопада бразильці поступились Колумбії з рахунком 1:2, це була перша в історії поразка Бразилії від збірної Колумбії у кваліфікації. А вже за кілька днів, 21 листопада, у матчі з Аргентиною бразильці програли 0:1 на «Маракані». Це була третя поспіль поразка Бразилії у кваліфікації до чемпіона світу, і вперше в історії «селесао» програв у кваліфікації вдома, обірвавши таким чином рекорд, що тягнувся від 1954 року, коли бразильці вперше зіграли в кваліфікації.
| Дата       | Місто          | Господарі | Результат | Гості     | Турнір            | Голи                               | Примітки   |
| ---------- | -------------- | --------- | --------- | --------- | ----------------- | ---------------------------------- | ---------- |
| 8-9-2023   | Белен          | Бразилія  | 5 – 1     | Болівія   | Відбір до ЧС 2026 | Родріго (x2), Рафінья, Неймар (x2) | Каземіро   |
| 12-9-2023  | Ліма           | Перу      | 0 – 1     | Бразилія  | Відбір до ЧС 2026 | Маркіньйос                         | Каземіро   |
| 12-10-2023 | Куяба          | Бразилія  | 1 – 1     | Венесуела | Відбір до ЧС 2026 | Габріел                            | Каземіро   |
| 17-10-2023 | Монтевідео     | Уругвай   | 2 – 0     | Бразилія  | Відбір до ЧС 2026 | -                                  | Каземіро   |
| 16-11-2023 | Барранкілья    | Колумбія  | 2 – 1     | Бразилія  | Відбір до ЧС 2026 | Габріел Мартінеллі                 | Каземіро   |
| 21-11-2023 | Ріо-де-Жанейро | Бразилія  | 0 – 1     | Аргентина | Відбір до ЧС 2026 | -                                  | Маркіньйос |
| Усього     |                | Матчів    | 6         |           | Голів             | 8                                  |            |

## Титули і досягнення

### Як гравця
- Чемпіон штату Сан-Паулу: 1997
- Чемпіон штату Ріо-де-Жанейро: 2002

### Як тренера
- Чемпіон штату Ріо-де-Жанейро: 2023
- Володар Кубка Лібертадорес: 2023
- Переможець Рекопи Південної Америки: 2024

### Індивідуальні
- Найкращий тренер чемпіонату штату Сан-Паулу: 2016
- Найкращий тренер чемпіонату штату Ріо-де-Жанейро: 2019, 2023
- Найкращий тренер Кубка Лібертадорес: 2023